# Lernacken
Koordinaten: 55° 33′ 59″ N, 12° 53′ 56″ O

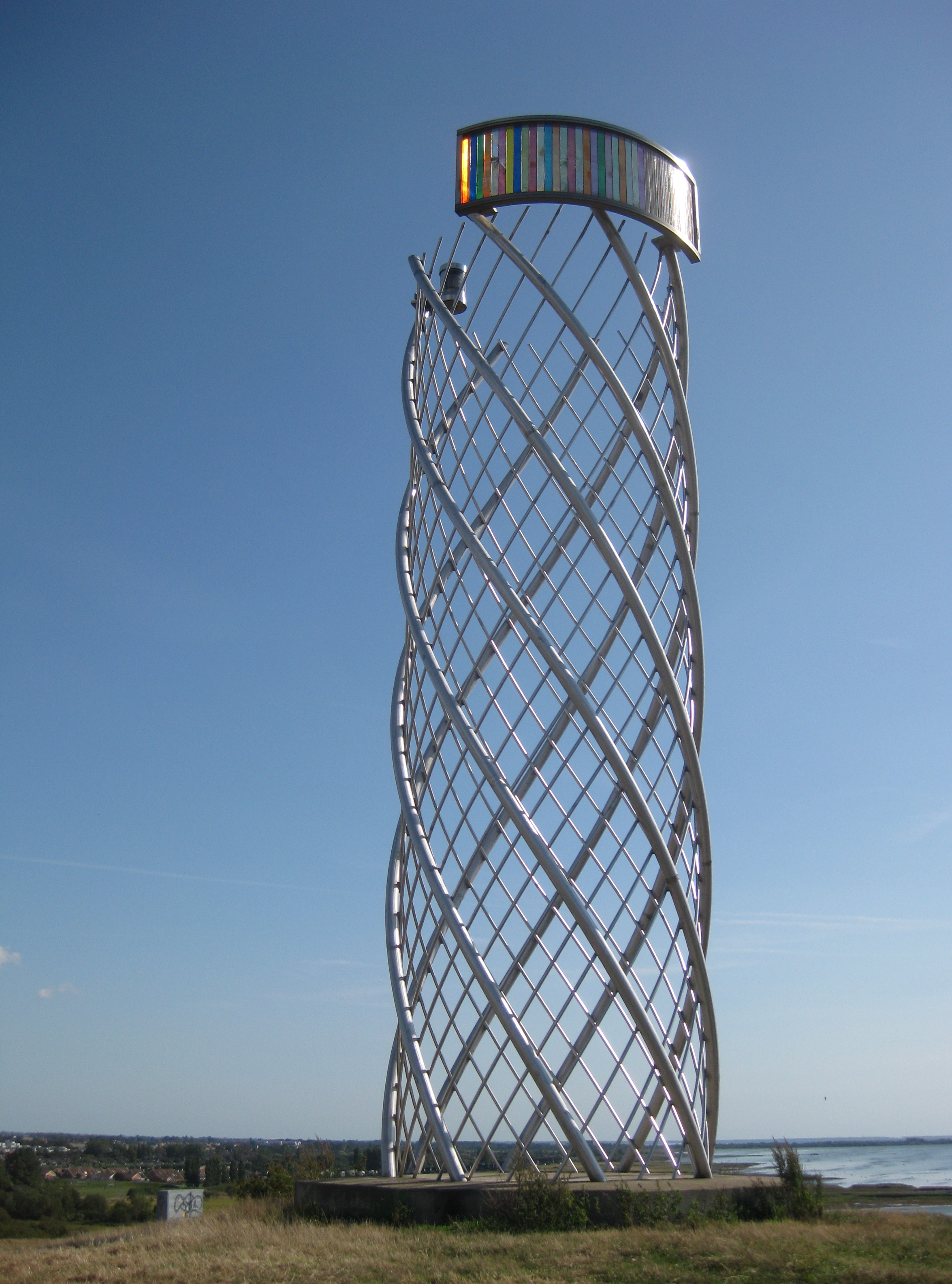
Metallplastik The movement meter for Lernacken – The Tower (Ólafur Elíasson, 2000)

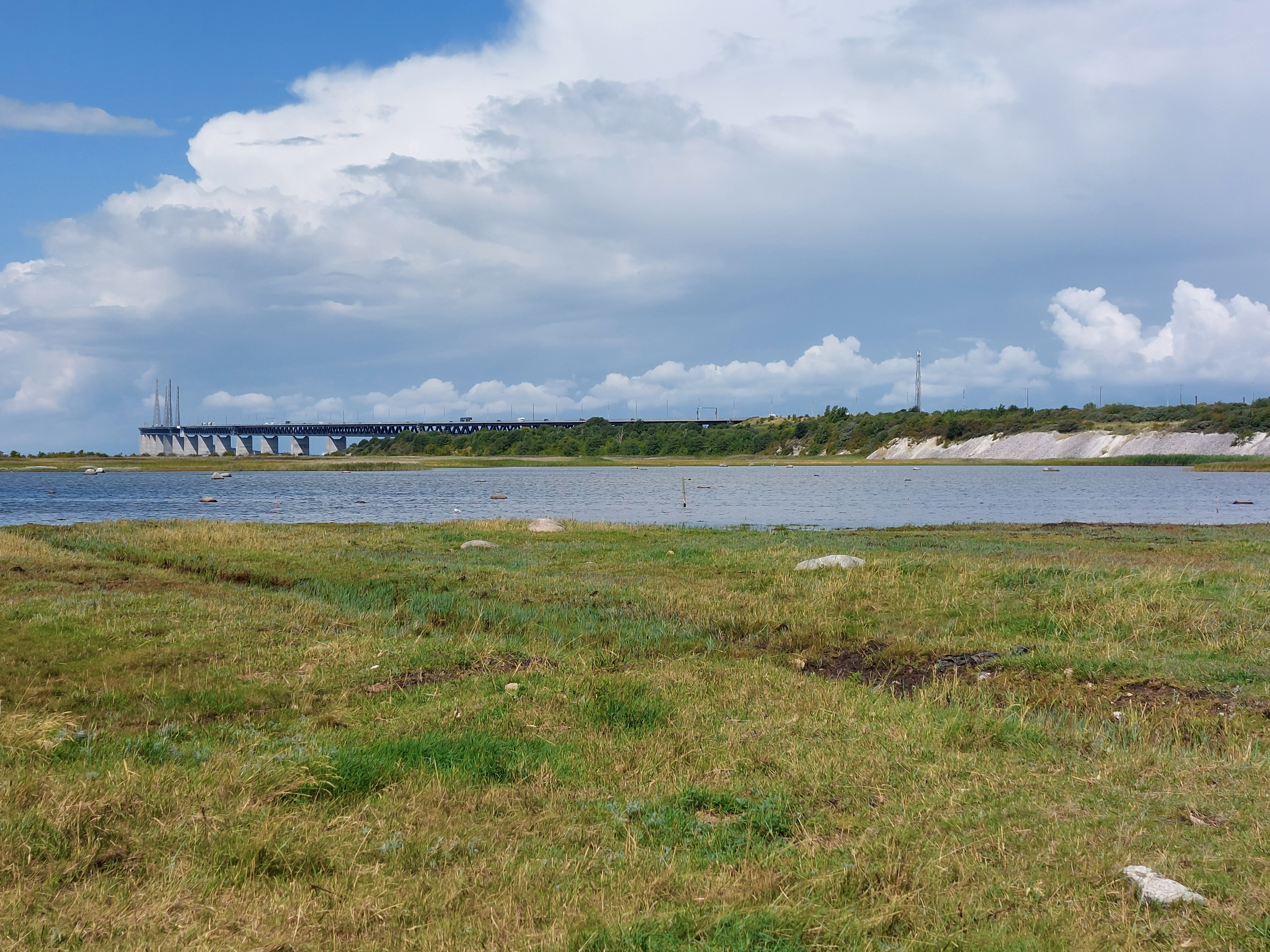
Lernacken vom Vorort Bunkeflostrand aus. Gut erkennbar sind die ehemaligen Abraumhalden des Kalksteinbruchs Limhamn und die Öresundbrücke

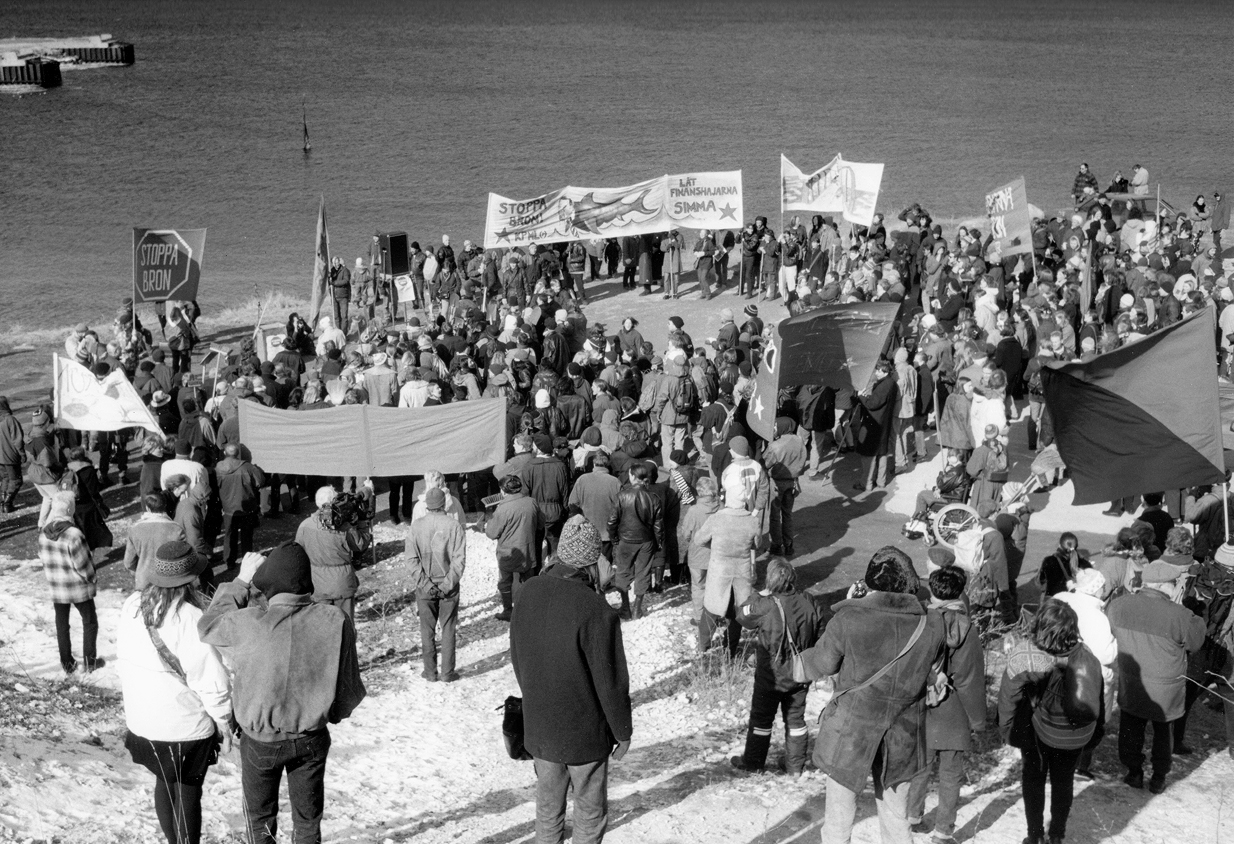
Umweltbewegung „Stoppa bron“ (Stoppt die Brücke) bei einer Demonstration auf Lernacken 1993.

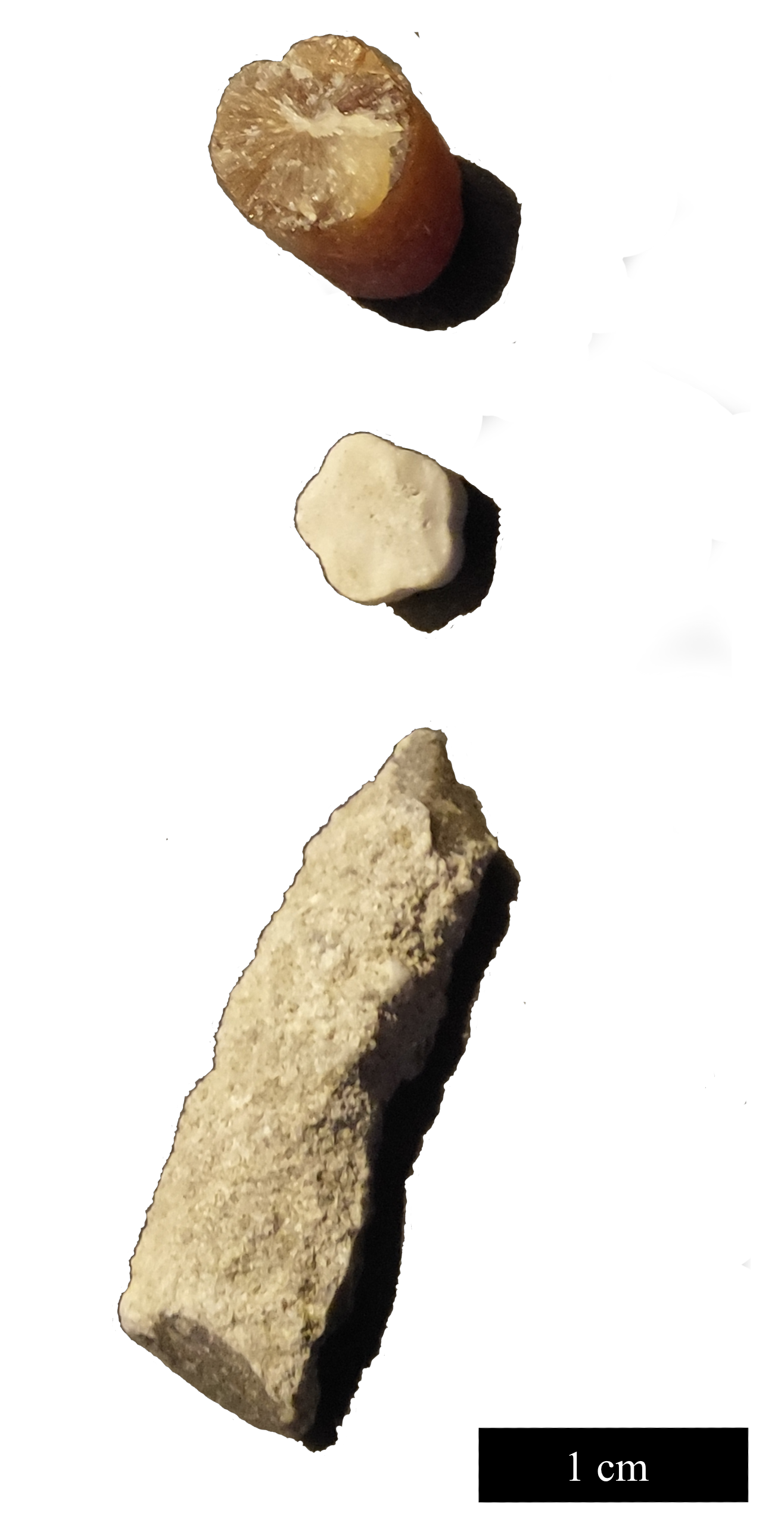
Typischer Fossilgehalt der Lagerstätte Lernacken (Malmö). Von oben nach unten: Belemnit, Stielglied einer Seelilie und Feuersteinkonkretion.

Lernacken ist eine größtenteils künstliche Landspitze, die in den Öresund hineinragt. Sie liegt im Südwesten Malmös (Skåne) zwischen den Vororten Bunkeflostrand und Limhamn und ist größtenteils unbewachsen, abgesehen von Sträuchern und einzelnen Bäumen.
Auf Lernacken wurden seit Beginn des 20. Jahrhunderts Abfälle des nahegelegenen Kalksteinbruchs Limhamn abgelagert. Hauptsächlich handelt es sich hierbei um Siltstein und verkieselte Kalksteine, welche fossilführend sind. Typische Fossilien sind Seelilienstängel, Belemniten und Feuersteinkonkretionen. Die Kalksteine haben ein Alter von 65,5–61,1 Ma (Paläozän).
Zum Abtransport des Abraums wurden zwei Schmalspurbahnen errichtet. Später wurden auch Industrieabfälle abgelagert.
Weiter liegt auf Lernacken die Bezahlstation der Öresundbrücke, welche dort beginnt bzw. endet. Im Zuge des Brückenbaus fanden auf Lernacken Demonstrationen von Umweltschützern statt, darunter die Gruppe „Stoppa bron“ (Stoppt die Brücke).
1952 wurde auf Lernacken ein Leuchtturm errichtet, welcher bis zur Einweihung der Öresundbrücke (2000) in Betrieb war. Ebenfalls im Jahre 2000 wurde die Metallplastik Movement meter for Lernacken errichtet. 
Trotz der starken anthropogenen Veränderungen des Gebiets ist Lernacken heute Teil des Naturschutzgebiets „Bunkeflo strandängar“. In diesem Naturschutzgebiet lassen sich rund 450 verschiedene Arten von Vögeln, Amphibien und Insekten antreffen, von den hier lebenden Arten sind insbesondere Kiebitze hervorzuheben.